# Lupenice
Lupenice és un poble del districte de Rychnov nad Kněžnou a la regió de Hradec Králové, República Txeca, amb una població a principi de l'any 2018 de 275 habitants.
Està situada al nord-est de la regió, prop de la riba del riu Orlice —un afluent dret de l'Elba— de les muntanyes Orlické (Sudets centrals) i de la frontera amb Polònia i la regió de Pardubice.